# Deep Energy
Deep Energy är ett pipelineläggningsfartyg, som ägs av Technip FMC. Det levererades 2013 från Westcon Yards varv i Florø i Norge till Technip FMC.
Deep Energy byggdes för att i första hand hantera pipelines med en diameter på upp till 460 millimeter diameter. Hon kan lägga rörledningar ner till 3 000 meters djup.

## Titans haveri 2023
Deep Energy var det första fartyget som kom till området för den civila djupundervattensbåten Titans haveri i juni 2023 för att assistera Titans följebåt Polar Prince i sökandet efter ubåten.